# Ricardo Clark
Pour l’article homonyme, voir Clark.
Ricardo Anthony Clark est un joueur international américain de soccer, né le 10 février 1983 à Atlanta aux États-Unis. Il joue au poste de milieu défensif.

## Biographie

### En club
Ricardo Clark commence sérieusement le soccer à l'âge de 18 à l'université de Furman à Atlanta où il est très vite remarqué par les sirènes de la Major League Soccer.
En 2003, il est repêché au second tour par l'équipe de New York des MetroStars. Il fait une très bonne apparition dès son premier match avec les MetroStars, il joue un rôle important dans l'entre jeu new-yorkais, il est le jeune de l'équipe qui a participé au plus grand nombre de minutes et cela dès sa première saison en professionnel. Bien qu'il soit favori pour le titre de meilleur rookie de l'année 2003, il finit finaliste de ce trophée. En deux saisons avec les Metrostars il marque quatre buts pour deux passes décisives.
Puis en 2005, il est transféré pour les Earthquakes de San José où il reste une saison, car il est contacté et signe pour le Dynamo de Houston.
En janvier 2010, il est transféré à l'Eintracht Francfort pour un contrat de trois saisons supplémentaires.
Le 12 février 2020, il se retire du soccer professionnel après une carrière de dix-sept ans.

### En sélection internationale
Clark participe à la Coupe du monde de football des moins de 20 ans 2003 et joue cinq matchs. Le 12 octobre 2005, il obtient sa première cap avec la sélection américaine contre le Panama (2-0), il remplace à la 67e minute Kyle Martino. Il marque son premier but avec la sélection contre le Paraguay le 2 juillet 2007.
Il participe également à la Coupe des confédérations 2009 mais se fait expulser dès le premier match contre l'Italie à la 33e minute sur un tacle de Gennaro Gattuso.

## Palmarès

### En club
- MetroStars
  - Finaliste de la Lamar Hunt US Open Cup en 2003

- Earthquakes de San José
  - Vainqueur du MLS Supporters' Shield en 2005

- Dynamo de Houston
  - Vainqueur de la Coupe MLS en 2006 et 2007
  - Finaliste de la Coupe MLS en 2012

### En sélection nationale
- États-Unis
  - Vainqueur de la Gold Cup en 2007
  - Finaliste de la Coupe des confédérations en 2009

## Buts internationaux
|    | Date             | Lieu                                                      | Adversaire        | Résultat | Compétition                       |
| -- | ---------------- | --------------------------------------------------------- | ----------------- | -------- | --------------------------------- |
| 1. | 2 juillet 2007   | Estadio Agustín Tovar, Barinas, Venezuela                 | Paraguay          | 1-3      | Copa América 2007                 |
| 2. | 9 septembre 2009 | Hasely Crawford Stadium, Port of Spain, Trinité-et-Tobago | Trinité-et-Tobago | 1-0      | Éliminatoires Coupe du monde 2010 |